# Palazzo Nardini - Ridarelli
Il Palazzo Nardini - Ridarelli è un edificio di Sant'Angelo in Vado.

## Storia
Fu edificato fra il XV e il XVI secolo su iniziativa di Matteo Grifoni, capitano d'arme già al soldo di Perugia, Urbino, Venezia.

## Descrizione
La facciata presenta un portale rinascimentale, una finestra bifora e finestre bugnate; Marino di Marco Cedrini vi scolpì il leone di San Marco, simbolo concesso al Grifoni grazie ai servizi prestati alla Serenissima.
Gli interni vennero ampliati e modificati a cavallo tra il XVIII e XIX secolo